# VIS Mladi
Vis Mladi (poznati i kao The Mladis) je zagrebački pop-rock sastav osnovan 1962. godine u Zagrebu.

## Povijest sastava
Sastav je osnovan 1962. godine, kao jedan od prvih pop/rock sastava u našoj sredini, to se onda zvalo - električarski sastav, zbog dominirajućeg zvuka električnih gitara. 
Njegovi osnivači i prvi članovi bili su; Željko Kovačević - Pes (gitara/vokal), Krešimir Radić (bas-gitara/vokal), Branko Pečkaj - Korna (ritam gitara), Brane Živković (glasovir), Željko Ćupić - Čup (vokalni solist), Miroslav Goreta - Čok (vokalni solist) i Predrag Drezga - Dodo (bubnjevi).
Od jeseni 1963. u grupi nastupa Walter Neugebauer - Neno (piano/menadžer), a u 1963. i 1964. u grupi nastupaju; Ranko Bačić - Rana, Vladimir Rupčić - Rubac, Zlatan Kopajtić - Zec (kao vokalni solisti) te Omerbegović - Omica (bubnjevi).
U samome početku bili su inspirirani glazbom Shadowsa, a kasnije i zvukom Beatlesa i Stonesima. Svoje prve uratke snimaju za Radio Zagreb 1963. godine poput "Južno od granice (South of the Border", "Vrati se" (Jurica Sauh) i "Zvjezdana noć" (Cozy). Također snimaju odlične izvedbe "Mustang" i "Bongo Blues" (obje od Shadowsa), te hit instrumental "Pipeline" od američkog surf rock sastava Chantays. Bili su među prvim sastavima koji se priključio Bijelim strijelama u izvedbi Merseybeata, međutim u to vrijeme za Strijele je to značio kraj dok je za Mlade bio početak.
Mladi su u razdoblju od 1965. do 1966. godine vrlo uspješno pod nazivom The Mladis nastupali po zapadnonjemačkim elitnim klubovima. Na prostore bivše Jugoslavije vraćaju se u ljeto 1965. godine, te postaju jedan od najpopularniji sastava tog vremena. Za Novu 1966. nanovo odlaze u inozemstvo i nakon tri mjeseca sviraju s Fatsom Dominom u hamburgškom Star-Clubu. Nakon toga Neugebauer definitivno ostaje u Njemačkoj, dok The Mladis na vrhu svoje karijere i popularnosti prestaju s radom.
Diskografske kuće im u to vrijeme isto kao i Sjenama nisu bile naklonjene, tako da su iza njih ostale samo radijske snimke iz instrumentalne ere vrlo opipljive kvalitete.
Bili su prvi domaći čupavci. Iako nisu ostavili nekog velikog traga u diskografiji ili tonskim zapisima po radio stanicama, utjecaj te grupe na razvoj pop i rock glazbe u Hrvatskoj a i ostalim dijelovima bivše države Jugoslavije bio je daleko veći nego što se to može danas i zamisliti. Utjecaj im je bio u odabiru repertoara, izboru instrumenata, scenskom nastupu, odijevanju - bili su vrlo vrlo - up to date. Sastav se razišao 1966. godine.

## Tonski zapisi
- Zvjezdana noć (Radio Zagreb)
- Južno od granice (Radio Zagreb)
- Bongo Blues (Radio Zagreb)
- Mustang (Radio Zagreb)
- Slavica i Mendo (TV Zagreb)
- Tema iz filma kapetan Leši (Slavija film)
- Mona (Jugoton)

## Vanjske poveznice
- O mladima na stranicama Hrvatske glazbene unije I dio  Arhivirana inačica izvorne stranice od 7. travnja 2008. (Wayback Machine)
- O mladima na stranicama Hrvatske glazbene unije II dio  Arhivirana inačica izvorne stranice od 9. listopada 2007. (Wayback Machine)